# نیکولاس گودین
نیکولاس گودین (انگلیسی: Nicolas Godin؛ زادهٔ ۲۵ دسامبر ۱۹۶۹) موسیقی‌دان، ترانه‌سرا اهل فرانسه است. وی از سال ۱۹۹۵ میلادی تاکنون مشغول فعالیت بوده‌است.